# Stefan Borsch (musikalbum)
Stefan Borsch är ett samlingsalbum från 1995 av den svenska dansbandssångaren Stefan Borsch.

## Låtlista
1. Ännu doftar kärlek (Marie Fredriksson-Lasse Lindbom)
2. En annan tid, en annan plats (Martin Klaman-Keith Almgren)
3. Sissi (Thorstein Bergman-Dan Andersson)
4. Vår bästa tid är nu (Jerry Herman-Ture Rangström)
5. Det finaste vi har (Hans Rytterström)
6. Även bland törnen finns det rosor (Thore Skogman)
7. Klappar ditt hjärta bara för mig (Hans Rytterström)
8. Vid en liten fiskehamn (J.C.Ericsson)
9. Adress Rosenhill ("Mockin' Bird Hill") V.Horton-G.Carje)
10. Jag har inte tid (S.Nilsson-T.Palmqvist)
11. Mitt lilla krypin (Paul Sahlin)
12. Till min kära (Björn Afzelius)
13. Jag ska aldrig glömma dina ögon (Paul Sahlin)
14. Vi går en liten stund här på jorden (ej tidigare utgiven) (Martin Klaman-Keith Almgren)
15. En lyckoslant (ej tidigare utgiven) (U. Georgsson)
16. Trädgårdsgrinden (ej tidigare utgiven) (Paul Sahlin)

### Fotnoter
1. ↑  ”Stefan Borsch”. Svensk mediedatabas. 17 december 2019. https://smdb.kb.se/catalog/id/001508214. Läst 19 december 2019.